# 尼加拉瓜湖
尼加拉瓜湖（西班牙語：Lago de Nicaragua）是位于尼加拉瓜西南部的一个淡水湖，水域面积8264平方公里，是中美洲最大的湖泊。

## 地理
尼加拉瓜湖原为太平洋海岸一海湾，第四紀时因为火山噴發，形成了里瓦斯地峡，加之尼加拉瓜地堑新构造运动及沉积洪水的涌入，当地遂与海洋隔绝，逐步形成湖泊。全湖呈椭圆形，南北长约160千米，东西平均宽度约为60千米，湖泊总面积约8,264平方千米，湖面位于海平面以上31米，湖底最深处约60米，集水面积达4万平方千米，岸長約450公里，其中南侧湖岸低洼曲折，几乎与哥斯达黎加的国境线相平行，东侧湖岸则易因水位上涨淹没:3-4。共有十余条河流注入该湖，其中最大入湖河流蒂皮塔帕河自西北向東南注入，亦将河流上游的马那瓜湖与该湖连为一体，湖泊东南隅的圣胡安河则为湖水流入加勒比海的唯一通道:10:6-7。
尼加拉瓜湖内岛嶼散布，其中以奧梅特佩島最大，该岛由两个火山组成，最高峰1334米，湖中其他重要的岛屿还有湖泊西侧的萨帕特拉岛，以及位于湖泊东南侧的索伦蒂纳梅群岛，形成这些岛屿的岩体多为火成岩:6。在行政上，尼加拉瓜湖畔自西向东分布着里瓦斯省、格拉纳达省、博阿科省、琼塔莱斯省、圣胡安河省5省。湖畔最大的城市是格拉纳达:156。湖面的风向随季节和湖区不同各异，在12月至翌年3月期间，湖上盛行东北信风，其时速为每小时30至40千米，并时常在西岸的格拉纳达、里瓦斯二省沿岸产生强烈波浪，导致航行困难；但受到山岭的阻挡，湖泊东北岸通常较少风浪:7。按照柯本氣候分類法，湖区西岸为热带草原气候区，年均温通常在24至30℃之间，降雨量约为1,400毫米，水分蒸发较快，而湖区东岸则属热带雨林气候，年均温通常不超过24℃，降雨量可达2,000毫米:7:8。

## 湖泊生态
虽然尼加拉瓜湖是一个淡水湖，却分布有锯鳐、大海鲢和鲨鱼等海洋物种，普遍的说法认为这些物种自海湾封闭以来便生活于此，逐渐地适应了淡水环境。
作为尼加拉瓜最大的淡水源，尼加拉瓜人稱其为“甜海”。
该国32年来最严重的干旱在2014年对该湖造成了损失；尼加拉瓜政府建议市民饲养和食用鬣蜥而不是鸡，以减少用水量。此外，尼加拉瓜运河穿过该湖的计划可能会在运河的建设和运营期间导致咸水和其他污染。

## 运河
在巴拿马运河建设之前，曾有计划利用这条路线建造一条跨洋运河，即尼加拉瓜運河。美国在1916年的《布赖恩-查莫罗条约》中获得了沿线运河的所有权利。但是，该条约于1970年被美国和尼加拉瓜前后废止。